# Cocytius tapayusa
Cocytius tapayusa är en fjärilsart som beskrevs av Moore 1883. Cocytius tapayusa ingår i släktet Cocytius och familjen svärmare. Inga underarter finns listade i Catalogue of Life.